# Orangerie

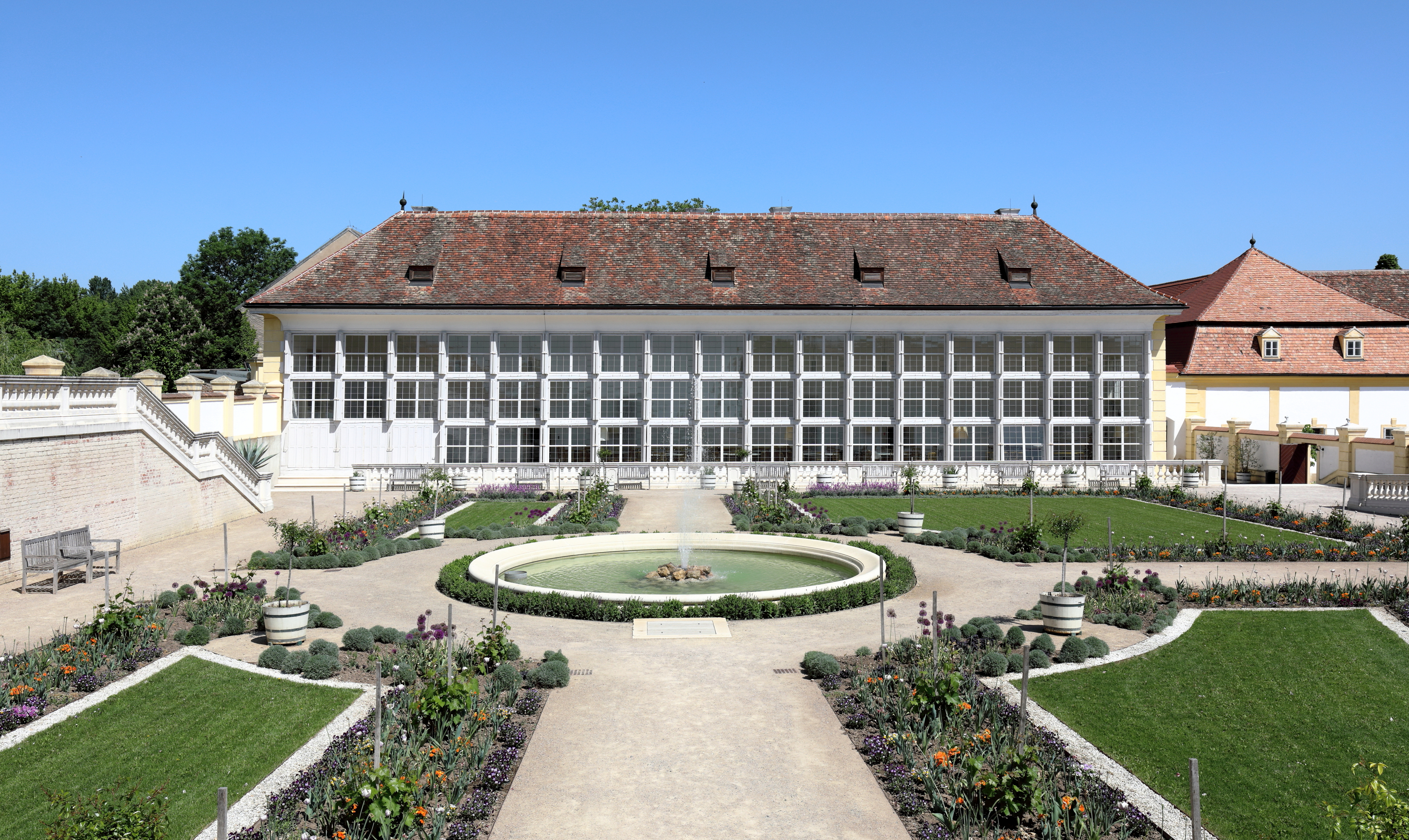
Die westseitige Orangerie von Schloss Hof

Eine Orangerie (historisch auch Orangenhaus) ist ein historischer repräsentativer Garten für Zitruspflanzen. Während Orangerie (auch Limonaia) im 17. und 18. Jahrhundert als Synonym für „Sammlung von exotischen, nicht winterfesten Gewächsen“ stand, ist der Begriff seit dem 18. Jahrhundert auf die Gewächshaus-Gebäude übertragen worden, in denen die Sammlungen untergebracht waren. Orangerien wurden insbesondere im Zusammenhang von repräsentativen Schloss- und Gartenanlagen des Barocks üblich.

## Entwicklung
Ab dem 16. Jahrhundert kamen an den europäischen Fürstenhöfen Sammlungen von Orangen- und anderen Zitrusbäumen in Mode, bisweilen auch von Ananas-, Bananen-, Granatapfel-, Feigen-, Lorbeer-, Pistazien- und Olivenbäumen. Ein solcher Baumbestand wurde sinnfällig Orangerie genannt, der Begriff galt also allein den Bäumen.

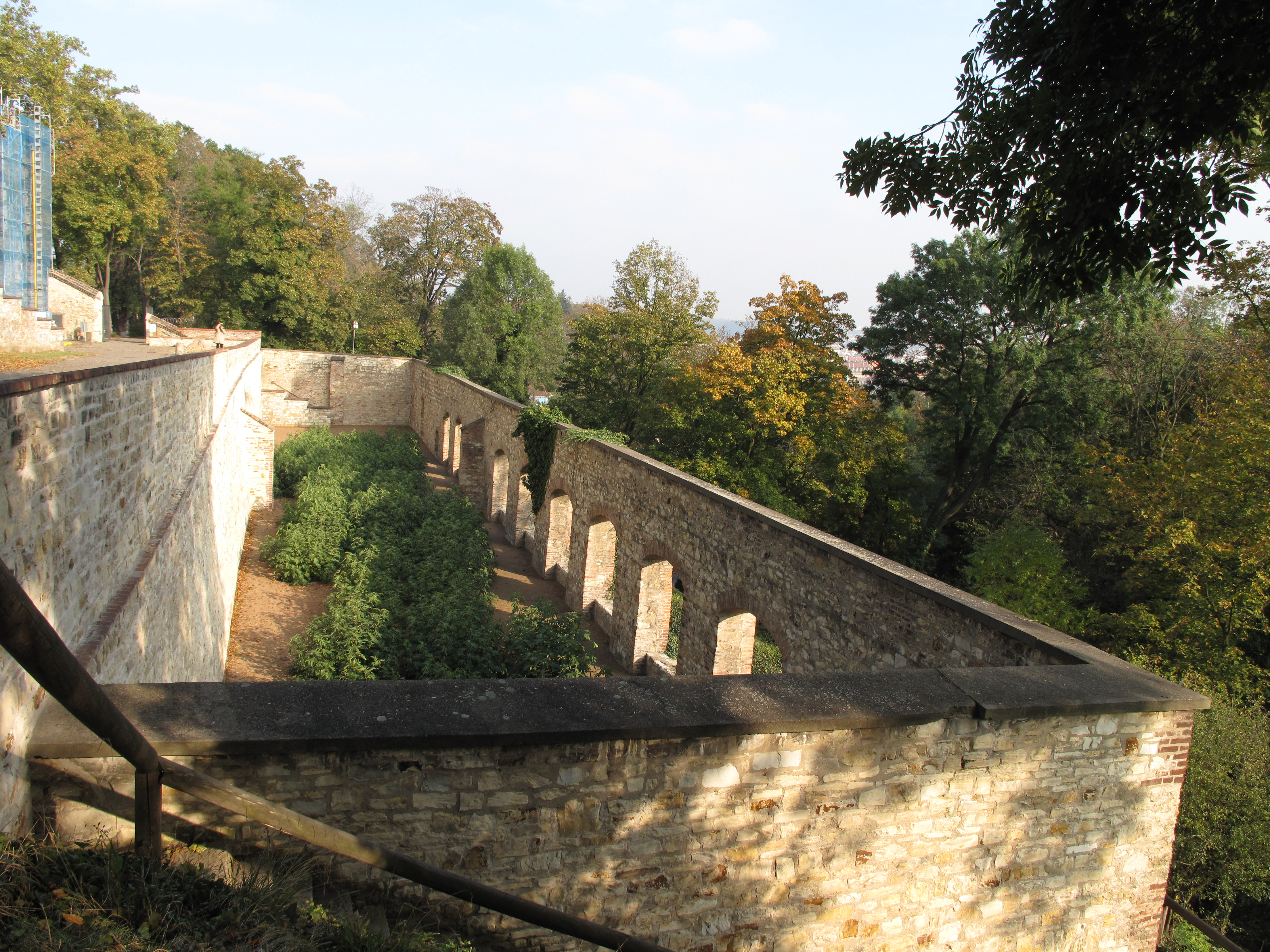
Feigenhaus der Prager Burg

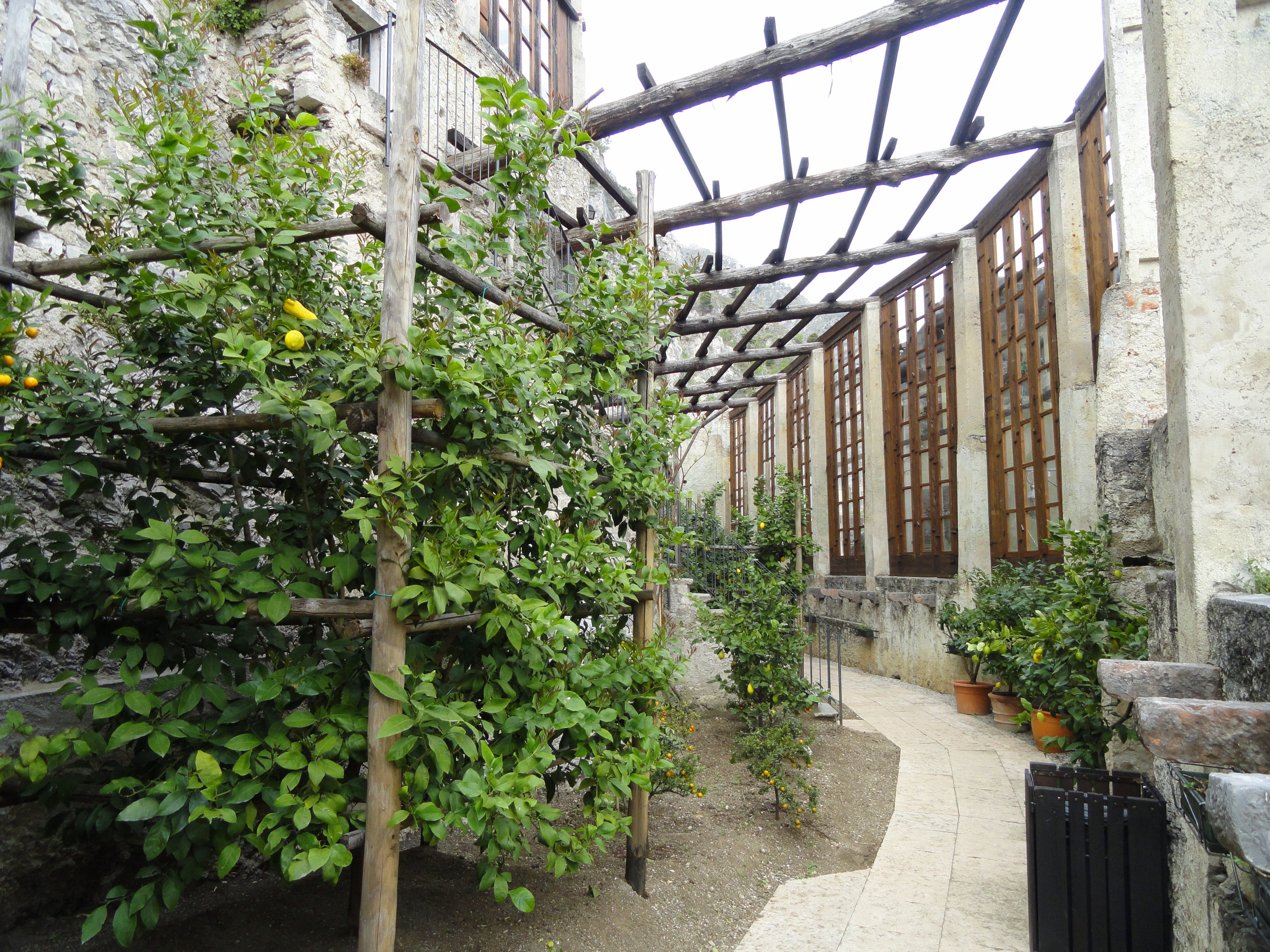
Abschlagbares Gewächshaus in Limone sul Garda

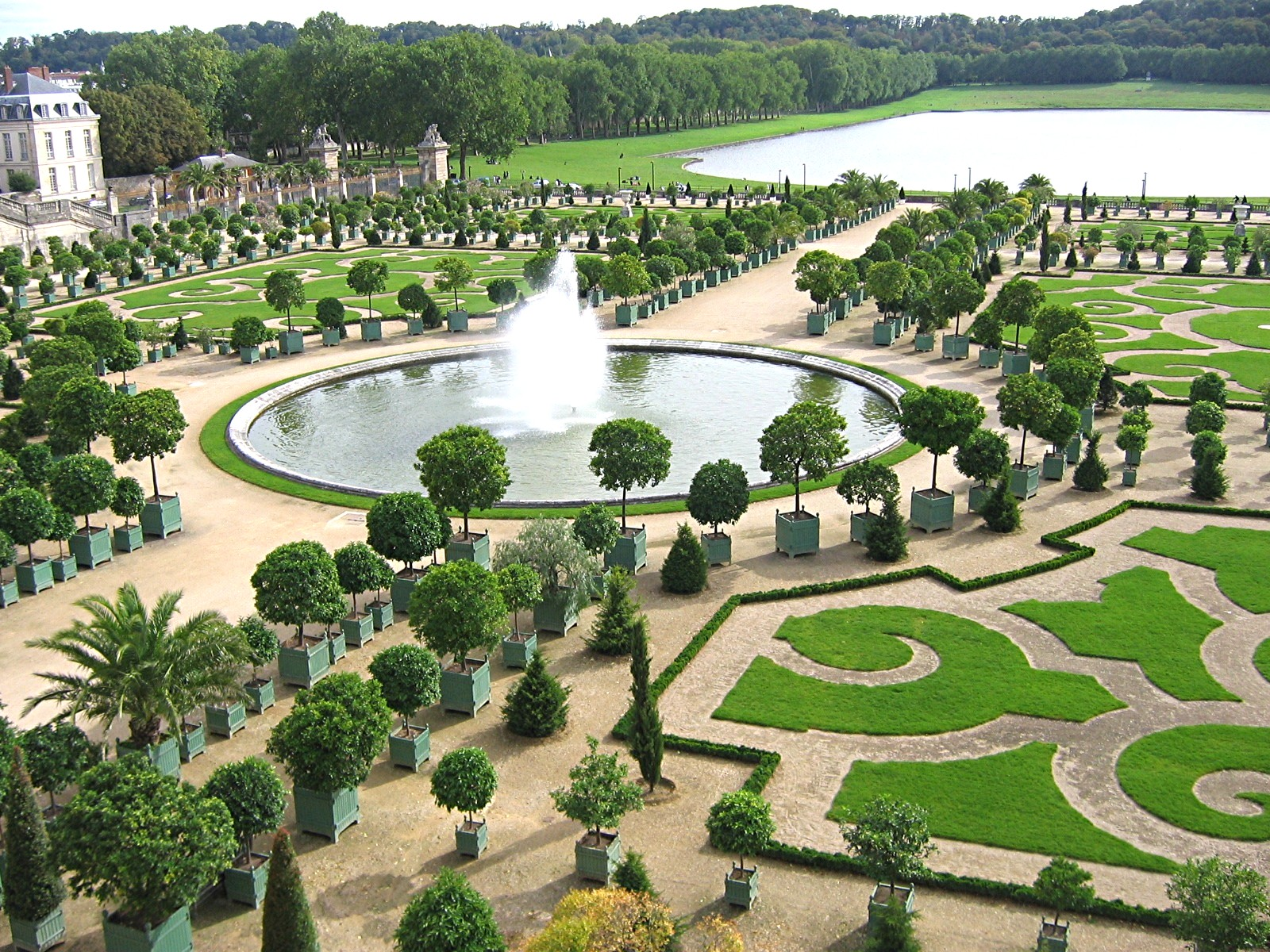
Orangerie von Schloss Versailles: die Grundform ist ein Karree

Anfangs wurzelten die Bäume nach Art eines Arboretums im Boden und wurden im Winter mit Holzverschlägen überbaut, den sogenannten abschlagbaren Gewächshäusern. Das früheste ist 1549 im Wiener Burggarten nachweisbar, in den folgenden Jahren entstanden ähnliche in Heidelberg, Stuttgart und Prag. Das Feigenhaus der Prager Burg von Ulrico Aostalli verfügte über feste Rück- und Seitenwände mit abbaubarem Dach. In Limone sul Garda werden solche Konstruktionen bis heute benutzt.
Mit der Einführung des Pflanzkübels jedoch wurden die Bäume ortsveränderlich. Der technische Durchbruch kam mit der Erfindung des Kübel-Transportwagens durch André Le Nôtre (1613–1700), den Gärtner von Schloss Versailles. In der zweiten Hälfte des 17. Jahrhunderts entstanden dann feste Orangeriegebäude, die mit Kachelöfen beheizt wurden, und später auch Glashäuser. Damit die Pomeranzen im Winter nicht eingingen, waren sie Dezallier d’Argenville zufolge auf Wintergärten angewiesen: Für nördliche Länder wie Holland, Schweden, aber auch England empfahl er sogar für die Sommermonate Glashäuser. Orangerien dienten also erst in untergeordnetem Maßstab Zier- und Repräsentationszwecken. Zunächst waren sie dazu da, die Zitrusbäumchen und andere frostempfindliche Pflanzen in den Wintermonaten unterzubringen. Sie waren dort auf engem Raum zusammengedrängt (frz. serrer), woher sich auch der ursprüngliche Name für Orangerien (Serre) ableitete.
Es entwickelten sich drei klassische Arten der Aufstellung der Orangerie im Freien: das Karree, bei dem die Zitrusbäumchen in Rechtecksform gestellt wurden, der Kreis und die Teatro-Form. Bei der letzteren Anordnung, der elaboriertesten, wurden die Bäumchen im Halbkreis positioniert.
Orangerien dienten sowohl Zier- und Repräsentationszwecken als auch der Befriedigung des steigenden Bedürfnisses der Fürstenhöfe nach exotischen und insbesondere Zitrusfrüchten. Der Zitrusbaum eignete sich hervorragend als Repräsentationsobjekt, weil sich mit ihm zum einen mannigfache mythologische Verknüpfungen herstellen ließen und weil er zum anderen weitgereist und daher sehr teuer war.

## Symbolik

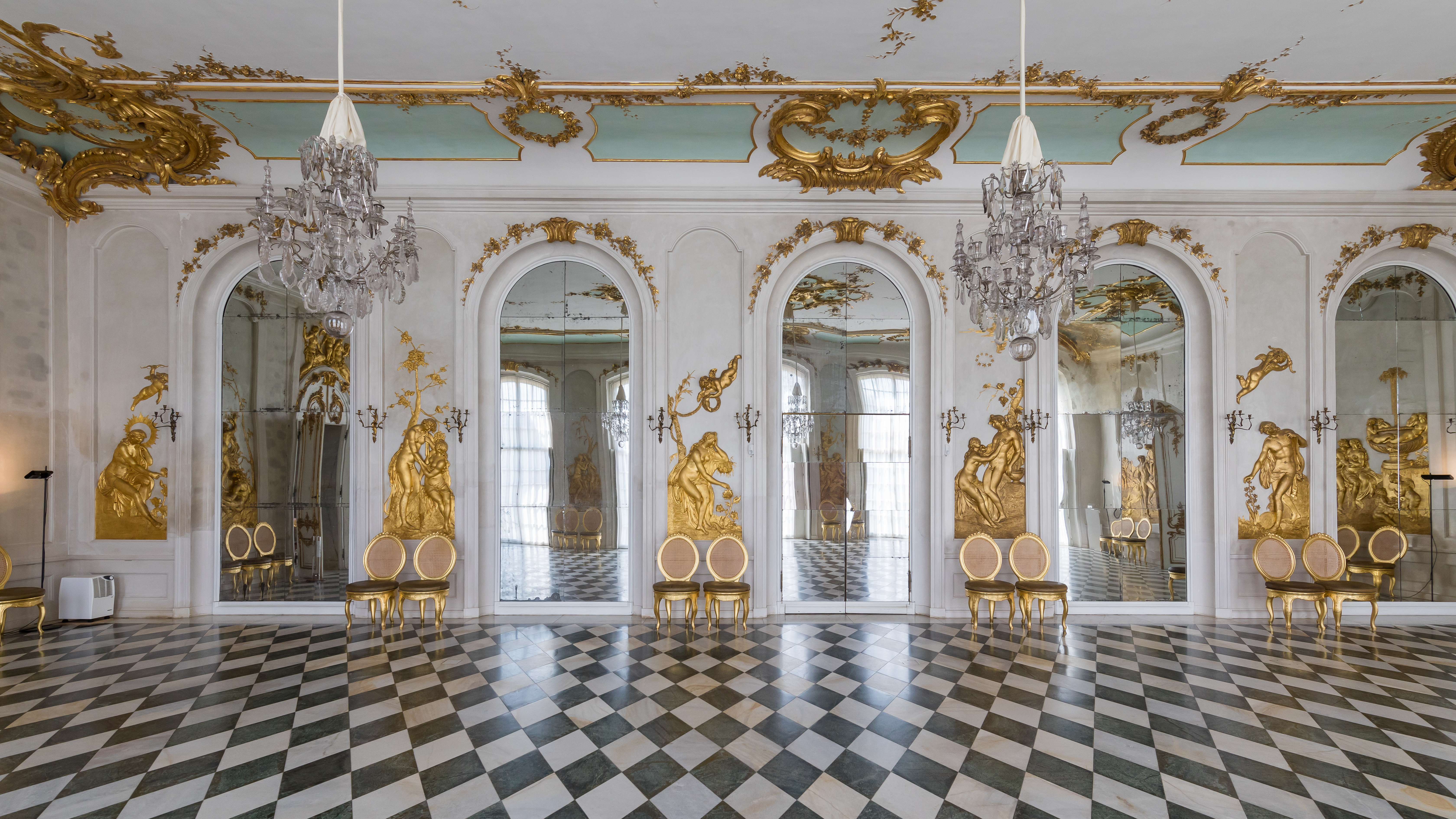
Ovidgalerie in den Neuen Kammern, Sanssouci, mit den Metarmophosen-Szenen

Der Orangeriekult der Neuzeit geht auf die klassisch-römische Antike zurück: Alexander der Große hatte die Zitronatzitrone als Zier- und Heilpflanze aus Persien eingeführt und römische Schriftsteller der augusteischen Zeit (wie Vergil in seinen Eclogae, Horaz in seinen Epoden und Ovid in seinen Metamorphosen) hatten sie als Symbol für die goldenen Äpfel der Hesperiden (daher die anfangs übliche Bezeichnung als „Hesperidengärten“), für die Tugenden des Herkules sowie vor allem für das ewige Leben und die ewige Wiederkehr, wie sie auch die Metamorphosen anschaulich machen sollen, verwendet – und damit vor allem als Allegorie für die behauptete Wiederkehr des Goldenen Zeitalters unter Augustus.
Wiederkehr deshalb: In seiner Aeneis lässt Vergil den trojanischen Prinzen Aeneas nach Latium fliehen, so wie schon zuvor den von seinem Sohn Jupiter entmachteten Saturn; dort übernimmt der Flüchtling die Herrschaft und verhilft der Bevölkerung von Rom und Umgebung zu einem regionalen Goldenen Zeitalter; daher standen Zitrusfrüchte auch für den Ewigkeitsanspruch Roms, an den das Heilige Römische Reich anknüpfte. Die Idee der „Wiederkunft“ war nicht nur in der antiken Stoa als apokatastasis bekannt, sondern auch in der christlichen Theologie als Parusie. Der Renaissance-Humanismus führte über das intensive Studium antiker Schriftsteller zur Wiederaufnahme des antiken Neuplatonismus und zur Wiederbelebung antiker Allegorien, die dann auch häufig im Bildprogramm der Orangerien auftauchen. Die Idee einer Wiederkehr des Goldenen Zeitalters gefiel den ehrgeizigen Barockfürsten. Die immergrünen, gleichzeitig Früchte und Blüten tragenden Zitrusbäumchen wurden wegen ihres Symbolgehaltes und ihres Duftes zu den beliebtesten Pflanzen in den architektonischen Gärten der Renaissance und des Barock.

## Das Orangeriegebäude

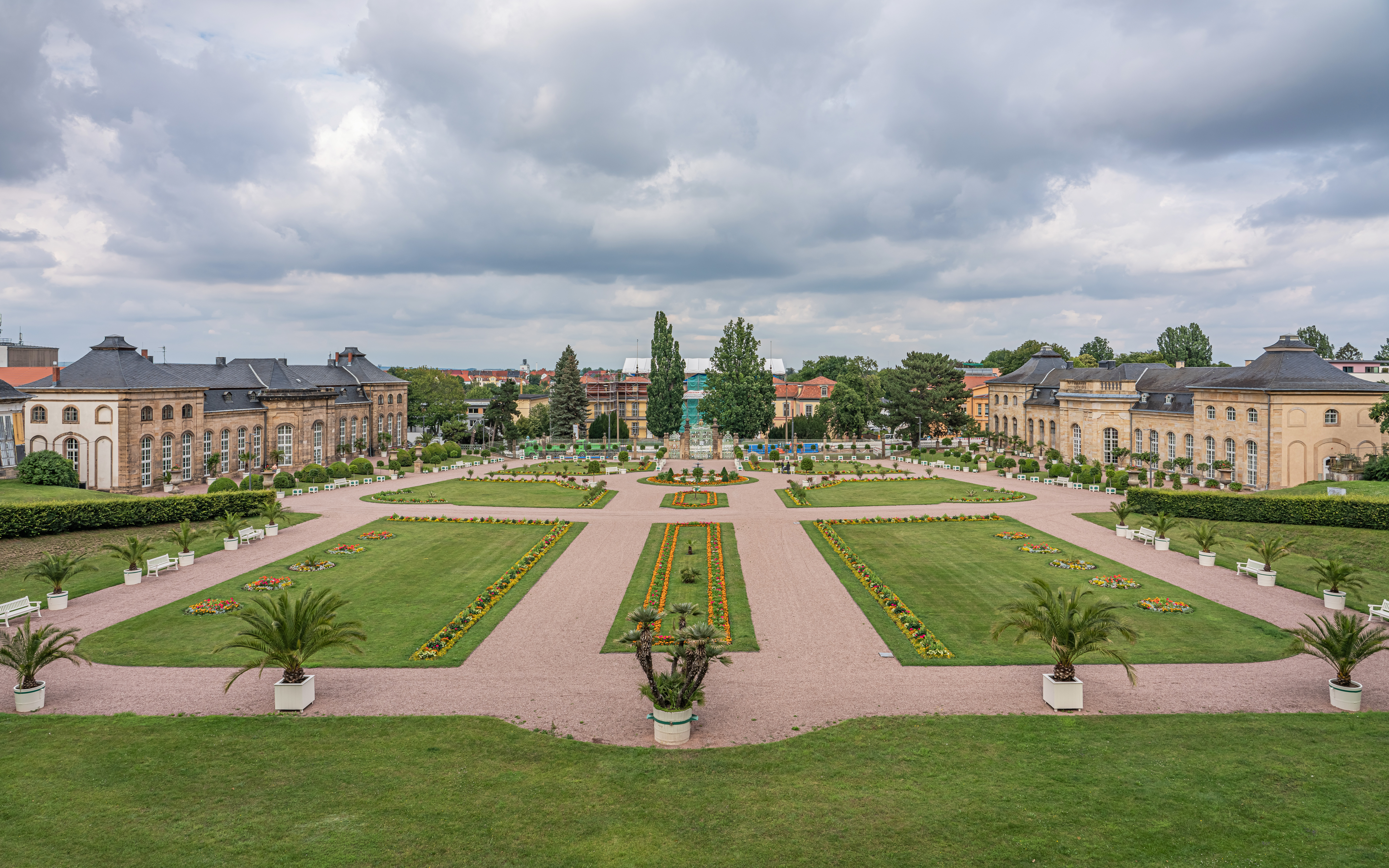
Die Orangerie Gotha mit dem Schloss Friedrichsthal

Vor allem die festverwurzelten Orangerien bedurften eines unmittelbar neben der Anpflanzung gelegenen Wintergartens, in dem die mit dem gesamten Wurzelstock ausgegrabenen Bäumchen überwintern konnten. Solche Orangeriegebäude wurden bald auch selbst als Orangerie bezeichnet, und im heutigen Sprachgebrauch ist diese Wortverwendung fast die einzige.
Obschon die späteren Kübelpflanzen ein unmittelbar neben dem Aufstellungsort gelegenes Überwinterungsgebäude nicht mehr brauchten und dieses sich deshalb zumeist in einiger Entfernung befand, wurden weiterhin Orangeriegebäude gebaut. Diese dienten nun vielfach nicht mehr gärtnerischen als vielmehr rein repräsentativen Zwecken und dem Vergnügen der fürstlichen Herrschaften. Solche Orangeriegebäude konnten daher auch reine Prospektarchitektur sein, die den kunstvoll aufgestellten Zitrusbäumchen eine würdige Umrahmung gaben und in denen man Gemäldeausstellungen, Bankette und ähnliche Lustbarkeiten veranstaltete. Diesem Zwecke entsprechend sind die Orangeriegebäude oftmals als Rund (respektive zwei Halbrunde) oder Halbrund gebaut, sodass im von ihnen bezeichneten Hof die Orangerie in Kreis- oder Teatroform aufgestellt werden konnte. Ein wesentliches Architekturmerkmal sind die bis auf den Boden reichenden Fenster. Ein typisches Merkmal des Architekturtypus Orangeriegebäude ist, bedingt durch die Repräsentationsfunktion, die Verwendung fürstlicher Würdeformen wie etwa das Motiv des Triumphbogens. Die Orangerie und damit das Orangeriegebäude konnten sowohl im Zusammenhang mit dem Ziergarten der gesamten Schlossanlage errichtet (so bei den meisten Schlossanlagen) als auch autonom aufgestellt werden. Noch auf die ursprüngliche nutzgärtnerische Funktion der Orangerie hinweisend ist der architektonische Bezug zum Gemüsegarten des Schlosses, wie in Schloss Versailles.

### Schwanenhalsorangerie

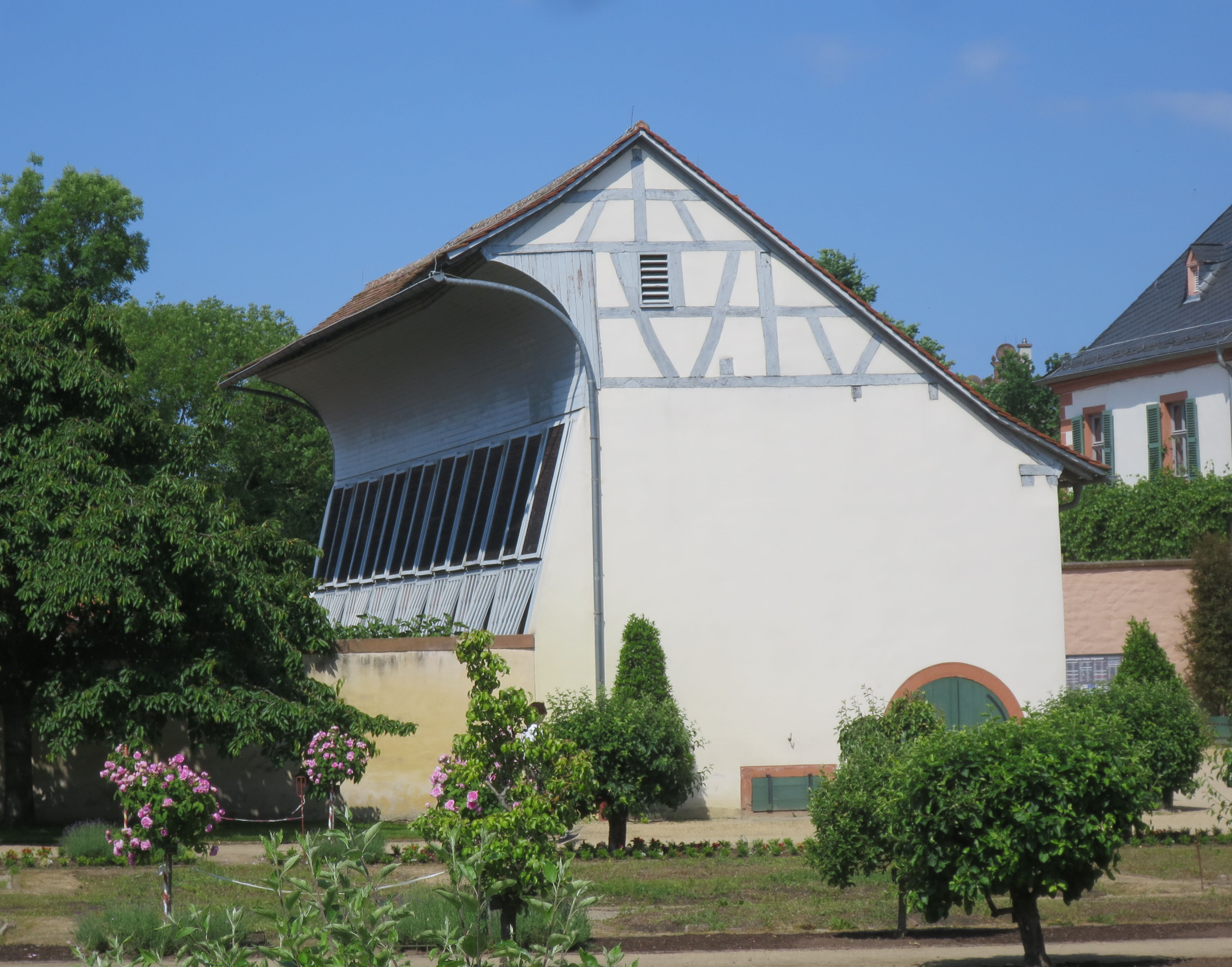
Orangerie des Klosters Seligenstadt

Die Schwanenhalsorangerie ist eine besondere Form der Orangerie. Um die Lichtausbeute zu steigern, begann man in den 1730er Jahren, die Fensterfläche nach innen zu kippen. Über der schräg gestellten Glasfläche schuf man ein ausladendes, vorgewölbtes Putzgesims, das die fragile Glasfläche vor der Witterung schützte. Die große, holzbeschlagene Hohlkehle verhinderte außerdem, dass die warme Luft ungehindert abzog, während ihr weißer Anstrich die Sonnenstrahlen nach innen reflektierte. Daher wird dieser Bauteil als Sonnenfang bezeichnet.
Blickt man von Osten oder Westen auf die Orangerie, erinnert der Querschnitt des Gebäudes mit der schrägen Fensterfläche und der kräftigen, halbrunden Auslagung des Sonnenfangs an einen Schwanenhals. So entstand für diesen Bautyp der Name Schwanenhalsorangerie.
Bekannte Beispiele sind unter anderen die Orangerie von Kloster Seligenstadt, Schloss Dyck, Schloss Bendeleben oder Kloster Bronnbach. Die Hohlkehle des Klosters Bronnbach wurde 1775 verputzt und mit einem aufwendigen Fresko verziert.

## Das Ende der Orangerien
Zunehmend wurden nicht nur Zitrusbäumchen, sondern auch andere exotische Pflanzen zur Repräsentation oder zur Zier gehalten, zum Beispiel Ananas und Feigen. Gegen Ende des 18. Jahrhunderts (in Deutschland später) kam die Orangenzucht aus der Mode und die Orangeriegebäude wurden anderweitig genutzt. Beispielsweise ließ Großherzog Georg von Mecklenburg-Strelitz das Gebäude der Neustrelitzer Orangerie von Friedrich Wilhelm Buttel umbauen, um dort seine Sammlung antiker Skulpturen aufzubewahren und Gartenfeste zu feiern. Der Orangerie als wichtigem Element historischer Gartenanlagen schenkt der moderne Denkmalschutz zunehmend Aufmerksamkeit. Viele ehemalige Orangerien sind restauriert oder wieder errichtet worden.

## Liste europäischer Orangerien
Deutschland
- Orangerie in Altenburg

Orangerie Ansbach

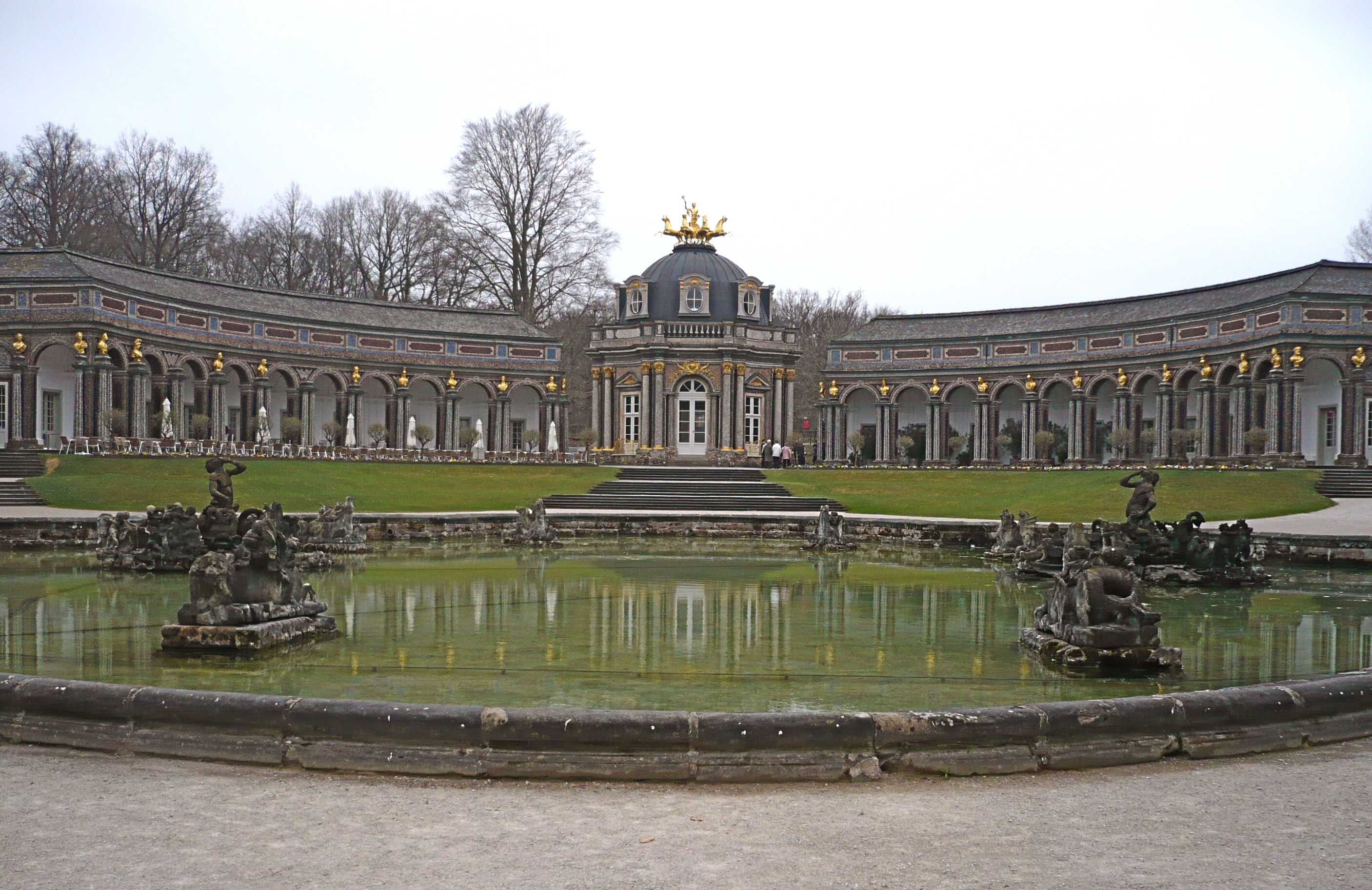
Eremitage Bayreuth: Orangerie mit Sonnentempel

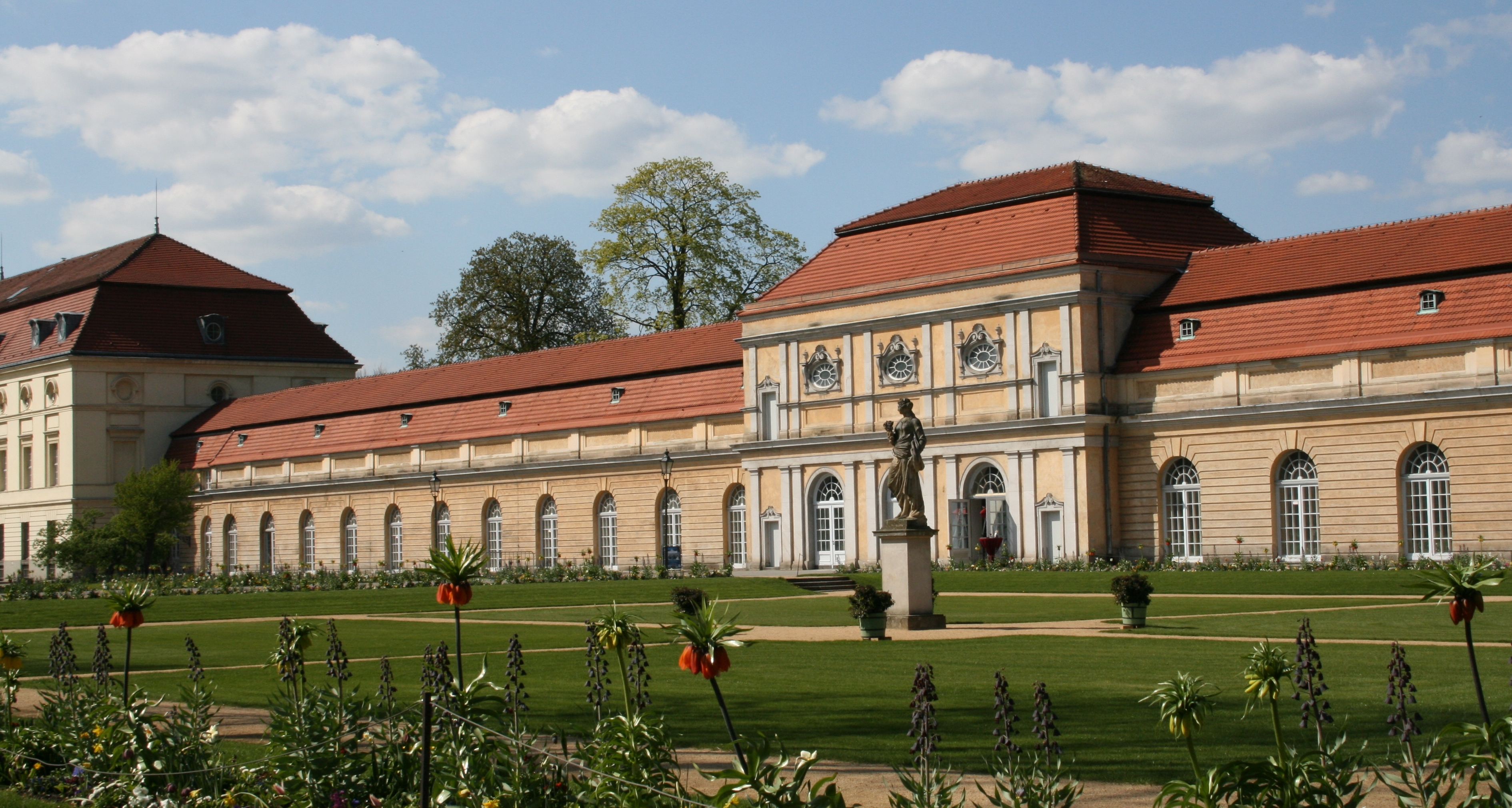
Orangerie Schloss Charlottenburg, Berlin

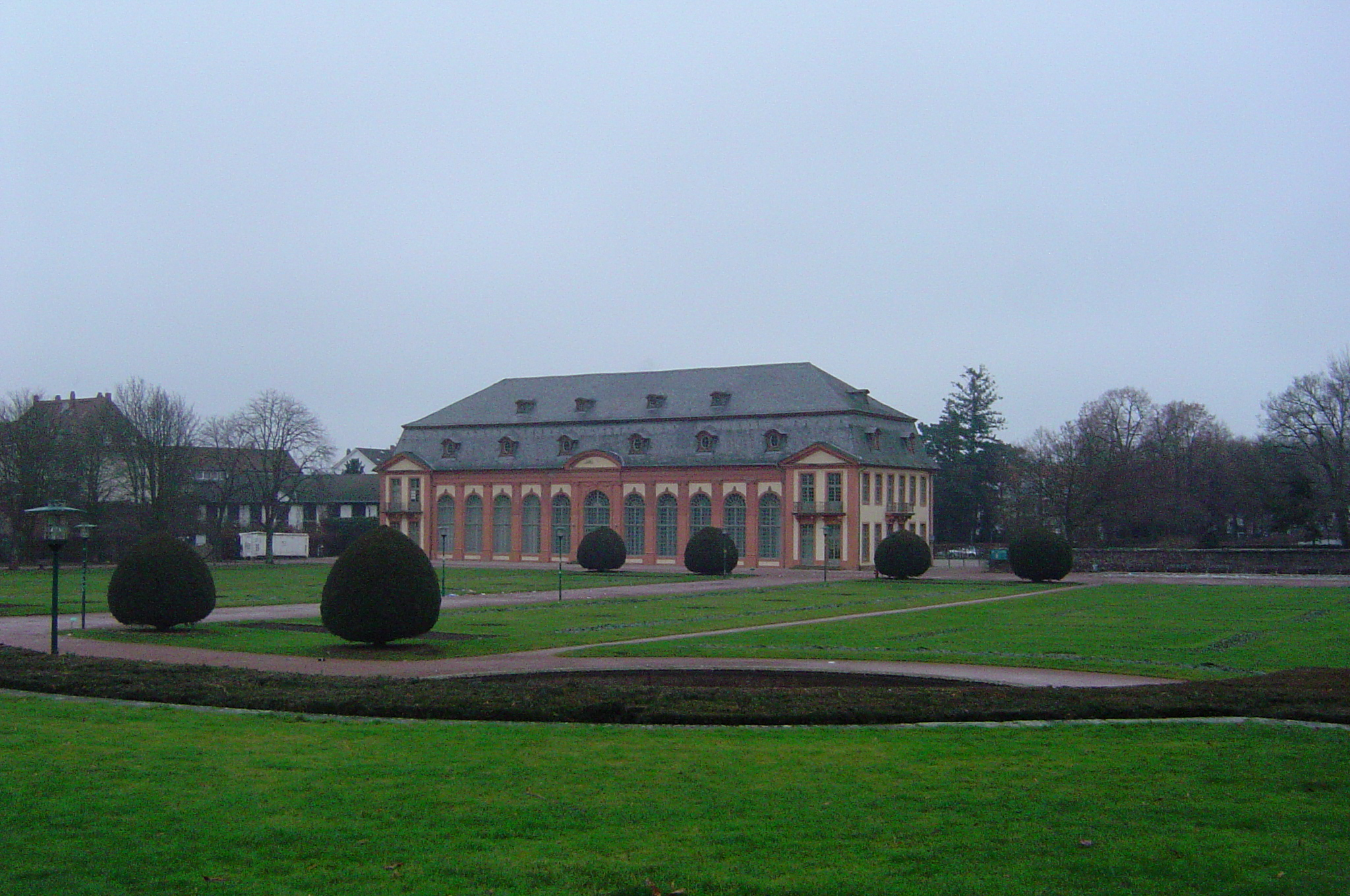
Orangerie Darmstadt

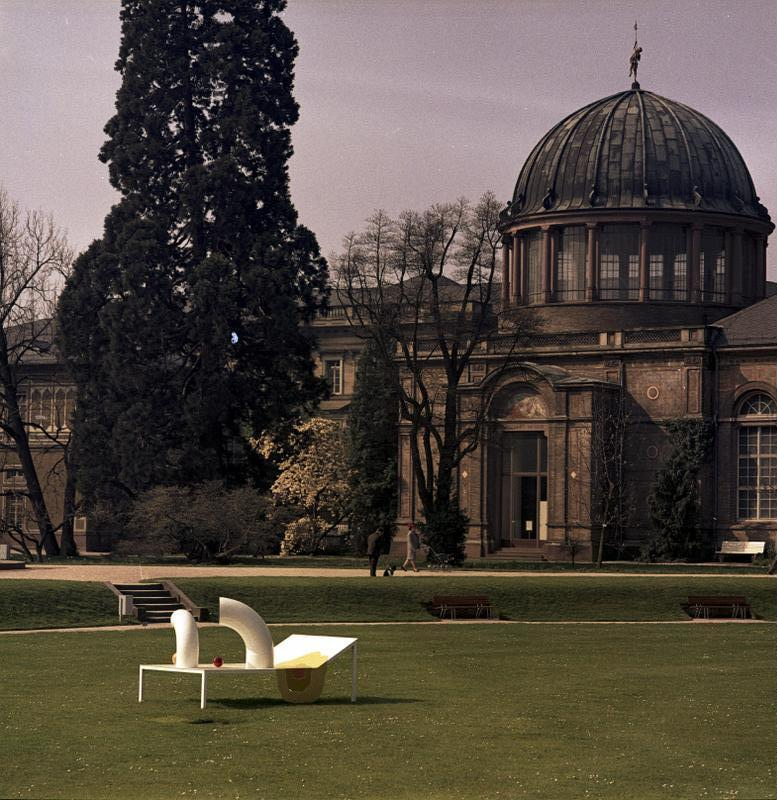
Orangerie Karlsruhe

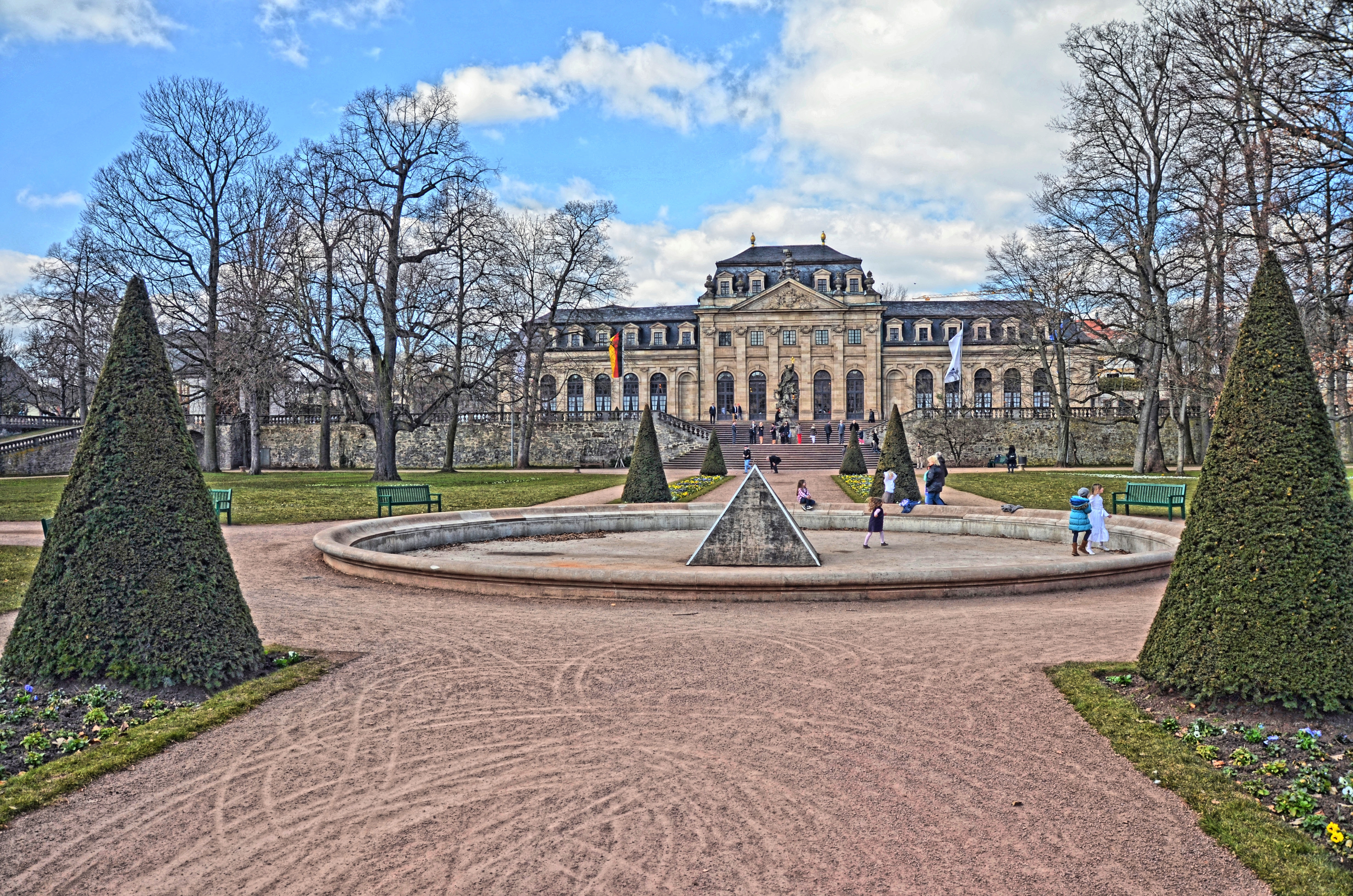
Orangerie im Fuldaer Schlosspark

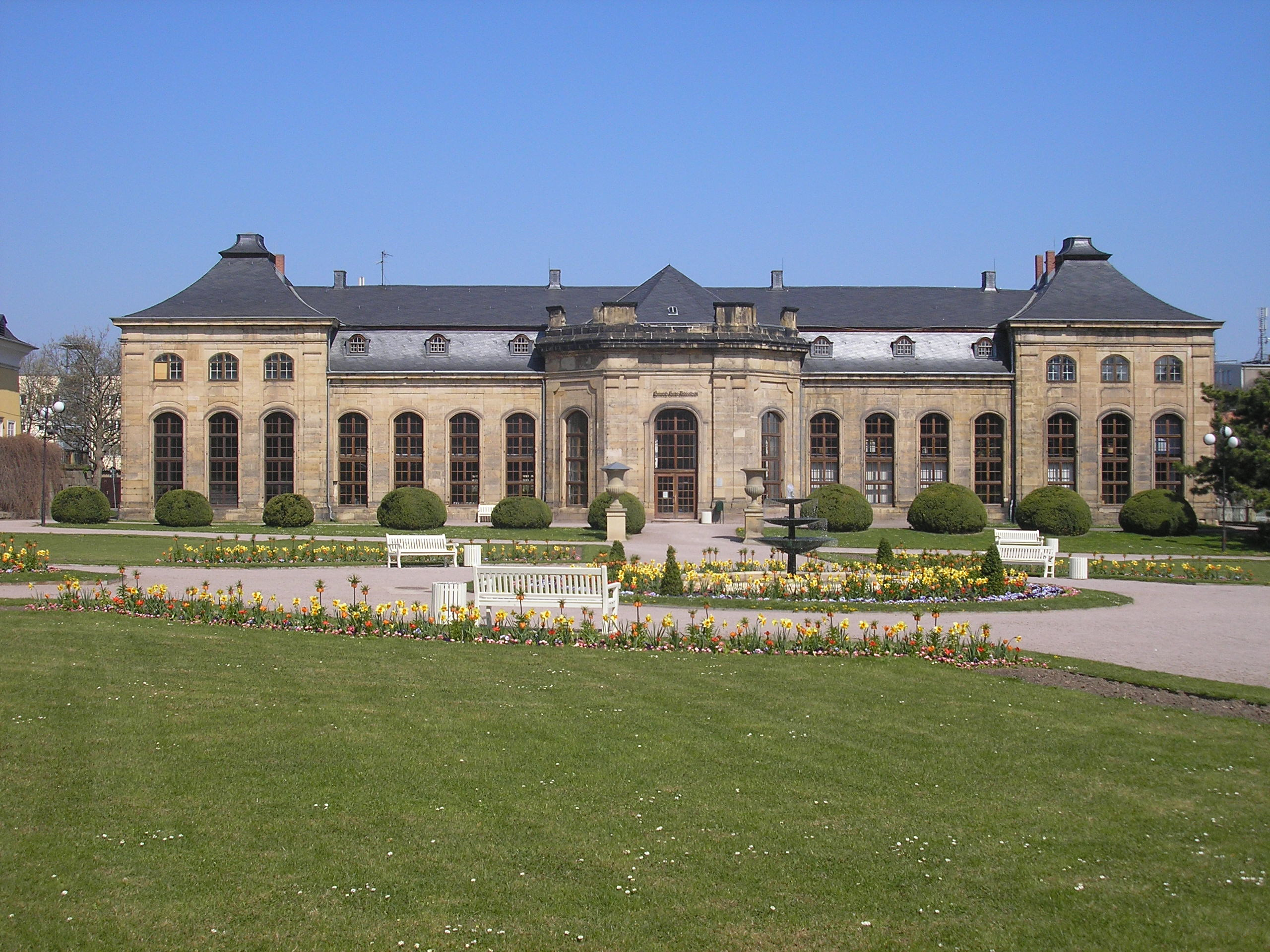
Orangerie in Gotha, Kalthaus

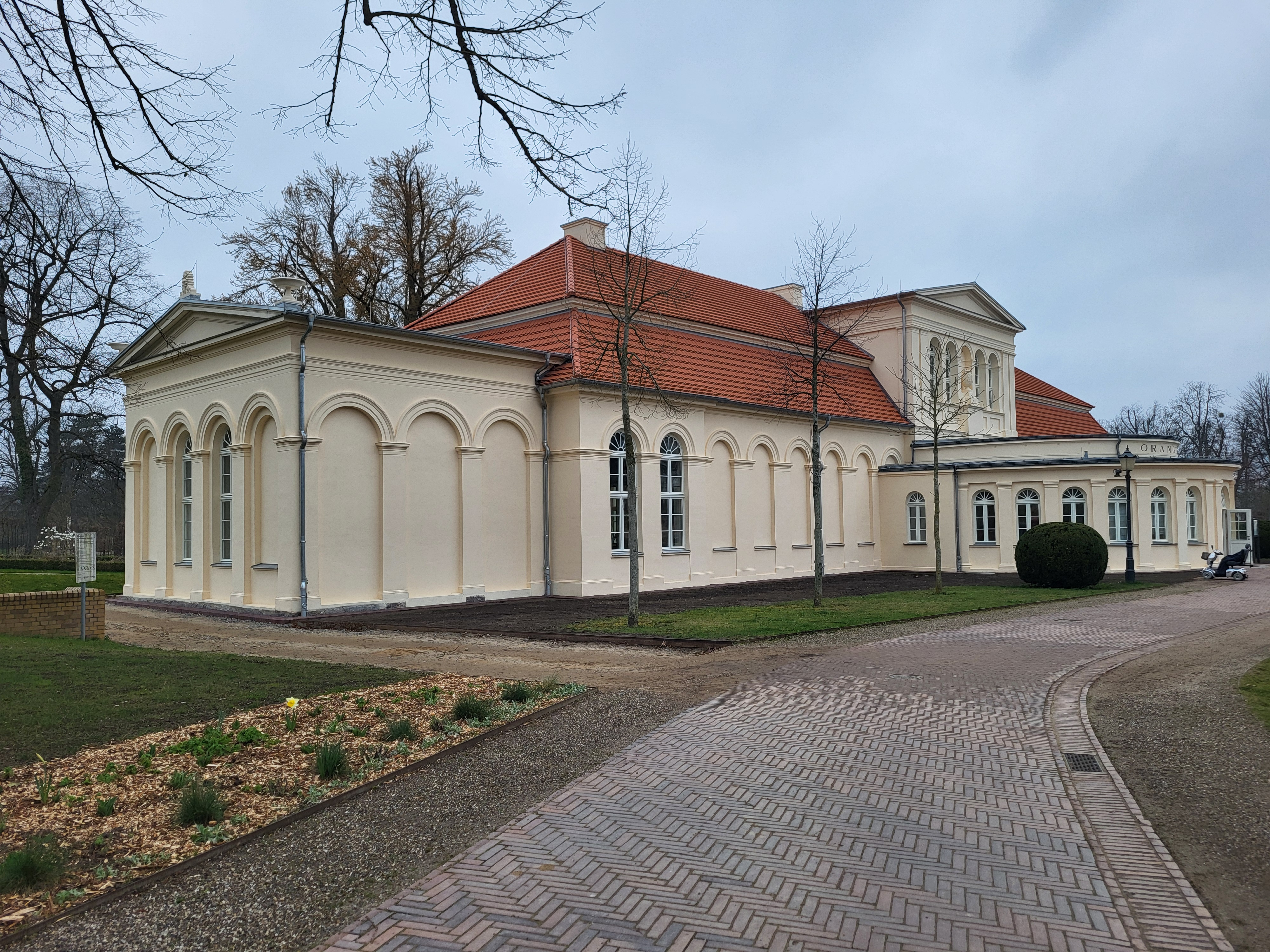
Orangerie Neustrelitz

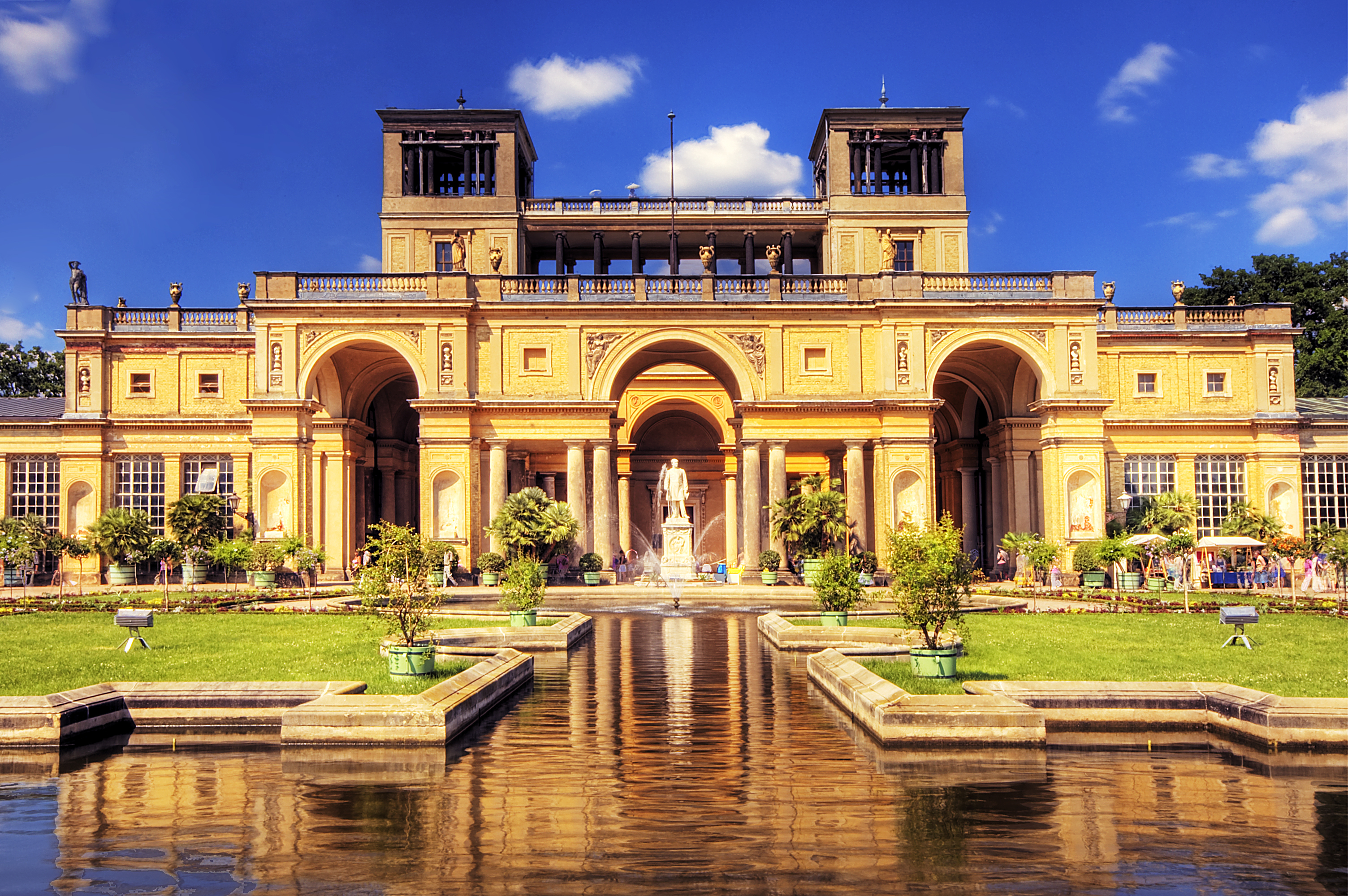
Das Orangerieschloss in Potsdam wurde erst lange nach der eigentlichen Blütezeit der klassischen Orangerien errichtet. Als Bauwerk des 19. Jahrhunderts stellt es somit einen Anachronismus dar.

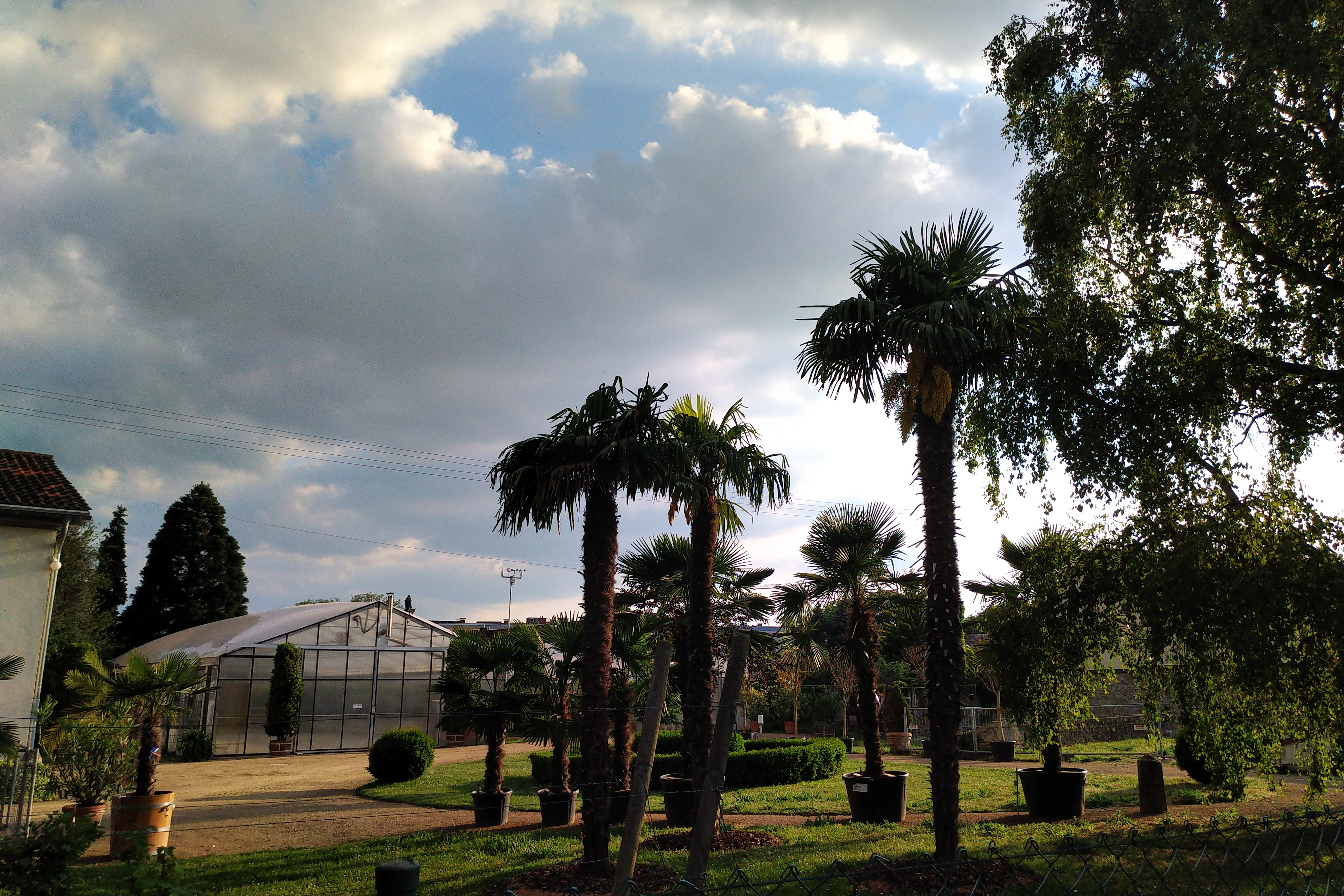
Orangerie im Biebricher Schlosspark in Wiesbaden

- Orangerie im Schlosspark Altdöbern
- Orangerie in Schloss Altshausen
- Orangerie in Ansbach
- Orangerie[5] im Kurpark in Bad Homburg vor der Höhe
- Orangerie in Bad Muskau
- Orangerie in der Eremitage, Bayreuth
- Orangerie in Bendeleben
- Große Orangerie Schloss Charlottenburg, Berlin
- Kleine Orangerie im Schloss Charlottenburg, Berlin
- Ehemaliges Orangerie-Haus, Berlin-Mitte
- Orangerie im Schloss Biendorf
- Orangerie von Schloss Börln
- Orangerie des Klosters Bronnbach
- Orangerie in Darmstadt-Bessungen
- Luisium-Orangerie in Dessau
- Der Herzogin Garten mit wiederaufgebauter Orangerie in Dresden
- Zwinger in Dresden
- Orangerie im Schlosspark Benrath in Düsseldorf
- Orangerie im Schloss Dyck
- Orangerie in Ellingen
- Orangerie in Schloss Erbach (Odenwald)
- Orangerie in Erlangen
- Orangerie im Grugapark in Essen
- Orangerie am Eutiner Schloss
- Orangerie des Fuldaer Stadtschlosses
- Orangerie in Gera
- Orangerie am Schloss Glücksburg
- Orangerie in Gotha
- Orangerie in Großsedlitz
- Orangerie im Schloss Philippsruhe in Hanau
- Orangerie im Großen Garten in Hannover-Herrenhausen
- Orangerie im Handschuhsheimer Schlösschen in Heidelberg
- Orangerie im Schloss Herten[6]
- Rekonstruierte Orangerie des Schlosses Ismaning
- Orangerie in Karlsruhe
- Orangerie in der Karlsaue, Kassel
- Orangerie in Köln
- Orangerie in Meuselwitz
- Orangerie des Klosters Haydau in Morschen-Altmorschen
- Orangerie des Residenzschlosses Ludwigsburg in Ludwigsburg
- Orangerie in Schloss Mosigkau
- Orangerie im Botanischen Garten zu Münster
- Orangerie in Neustrelitz
- Orangerie im Kloster Neuzelle
- Orangerie im Schloss Nordkirchen
- Hesperidengärten in Nürnberg-St. Johannis
- Schloss Oranienbaum, längste aller deutschen Orangerien
- Orangerie im Schlosspark Pillnitz
- Orangerieschloss in Potsdam
- Orangerie im Neuen Garten in Potsdam
- Marstall (ehemaliges Pomeranzenhaus) des Potsdamer Stadtschlosses
- Orangerie in Putbus
- Ehemalige Orangerie Schloss Prüfening in Regensburg
- Orangerie  im Schlosspark Rheda in Rheda-Wiedenbrück
- Orangerie in Saalburg-Ebersdorf/Thüringen
- Orangerie in Schloss Salzdahlum
- Orangerie des Schlosses Schwerin
- Orangerie im Schloss Sondershausen
- Orangerie in Schwetzingen
- Orangerie im Zehnhof Sinzig
- Orangerie im Stuttgarter Schlossgarten
- Orangerie in Wallerfangen
- Obere und Untere Orangerie des Schlosses Weilburg
- Orangerie im Schloss Belvedere in Weimar
- Orangerie in Schloss Weikersheim
- Orangerie und Palmenhaus im Lustgarten zu Wernigerode
- Orangerie im Biebricher Schlosspark in Wiesbaden
- Orangerie beim Schloss Wrisbergholzen
- Orangerie der Würzburger Residenz
- Pomeranzengarten (Leonberg)

Österreich
- Orangerie des Schlosses Schönbrunn, Wien
- Orangerie am Unteren Belvedere, Wien
- Orangerie im Schloss Hof, Niederösterreich
- Orangerie im Rosarium Baden, Niederösterreich
- Feigenhaus des Stifts Kremsmünster
- Orangerie im Schloss Hellbrunn, Salzburg
- Orangerie im Schloss Mirabell, Salzburg
- Orangerie in Schärding
- Orangerie in Stift Stams, Tirol
- Orangerie im Stift Zwettl, Niederösterreich

Schweiz
- Orangerie Elfenau in Bern

Litauen
- Orangerie Kaunas in Freda
- Orangerie Raudondvaris bei Kaunas
- Orangerie Kretinga
- Orangerie Liubavas
- Orangerie Plungė

Weitere Länder
- Orangerie in Löwen, Belgien
- Orangerie in Laeken, Belgien
- Parc de l’Orangerie in Straßburg, Frankreich
- Orangerie in Echternach, Luxemburg
- Orangerie im niederschlesischen Kloster Heinrichau, Polen
- Orangerie im Schloss Lednice, Tschechien

Heute als Schauräume genutzte Orangerien
- Stadtbibliothek in der Orangerie in Kempten, Deutschland
- Orangerie Neukölln in Berlin
- Orangerie im Schloss Belvedere in Wien, Österreich
- Orangerie d’Or in Graz, Österreich
- Musée de l’Orangerie in Paris, Frankreich

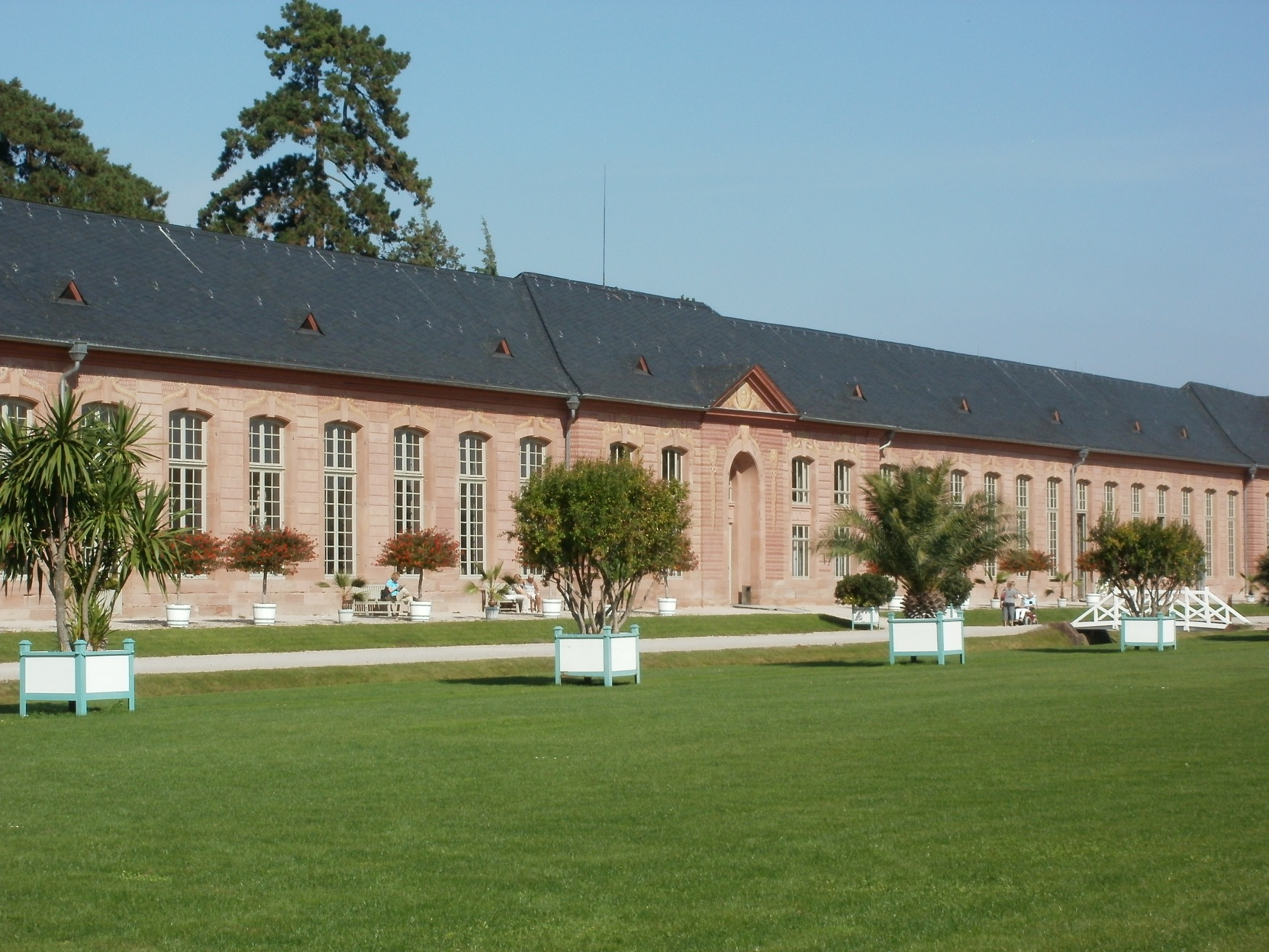
Orangerie des Schwetzinger Schlosses
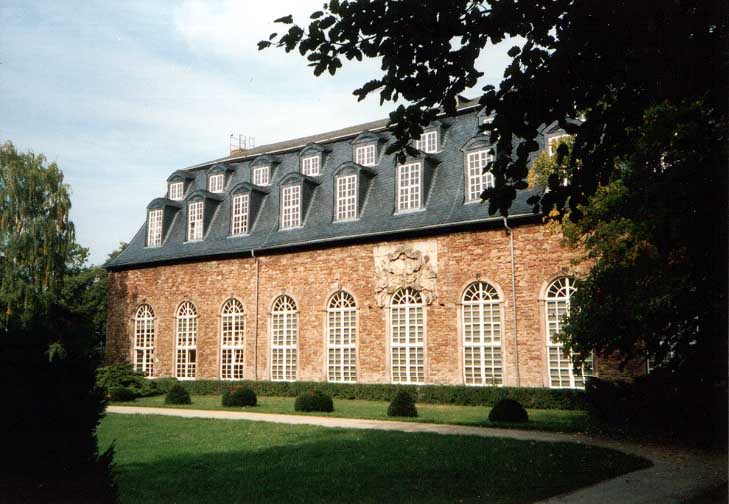
Orangerie im Lustgarten Wernigerode
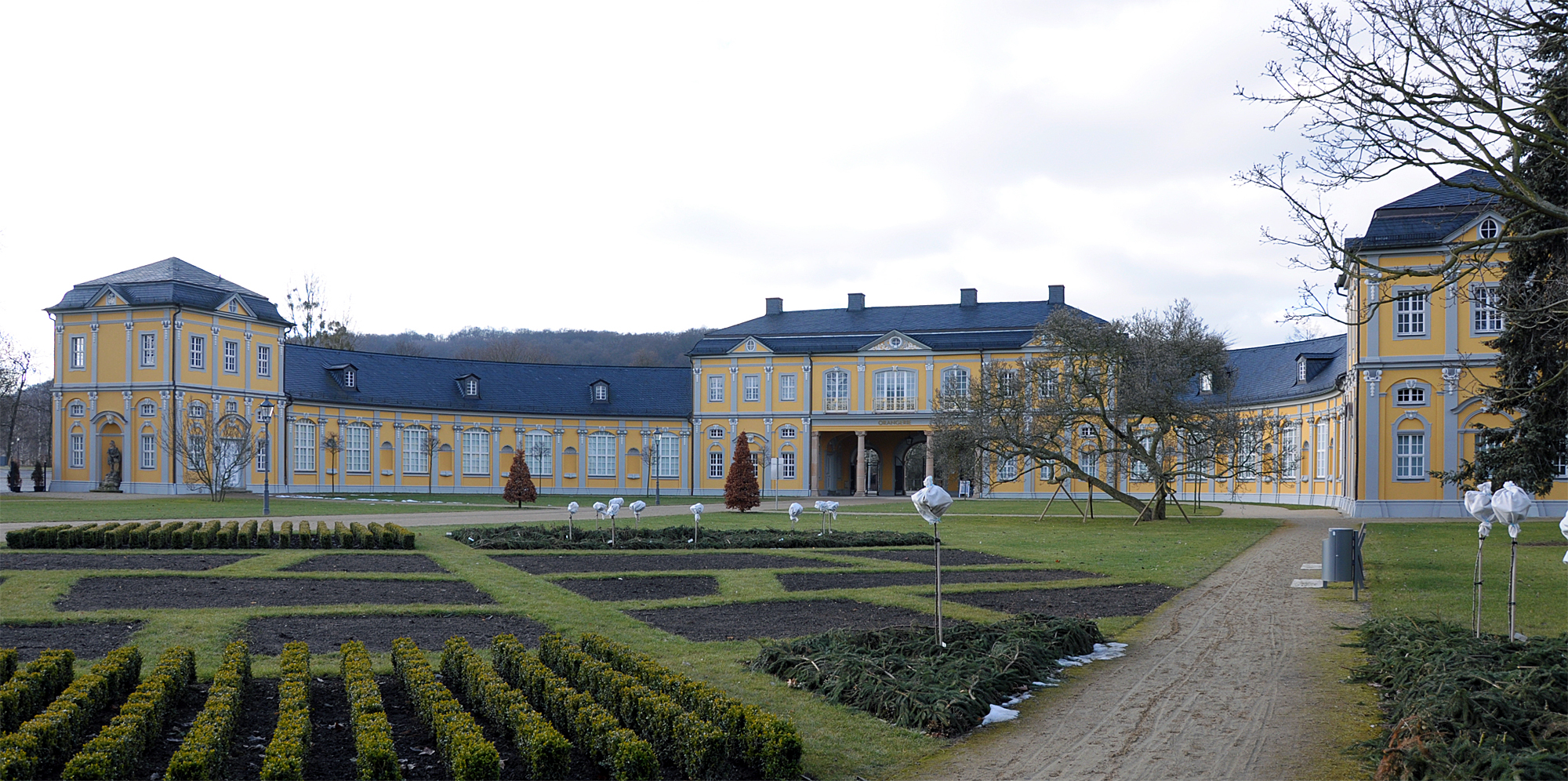
Orangerie (Gera)
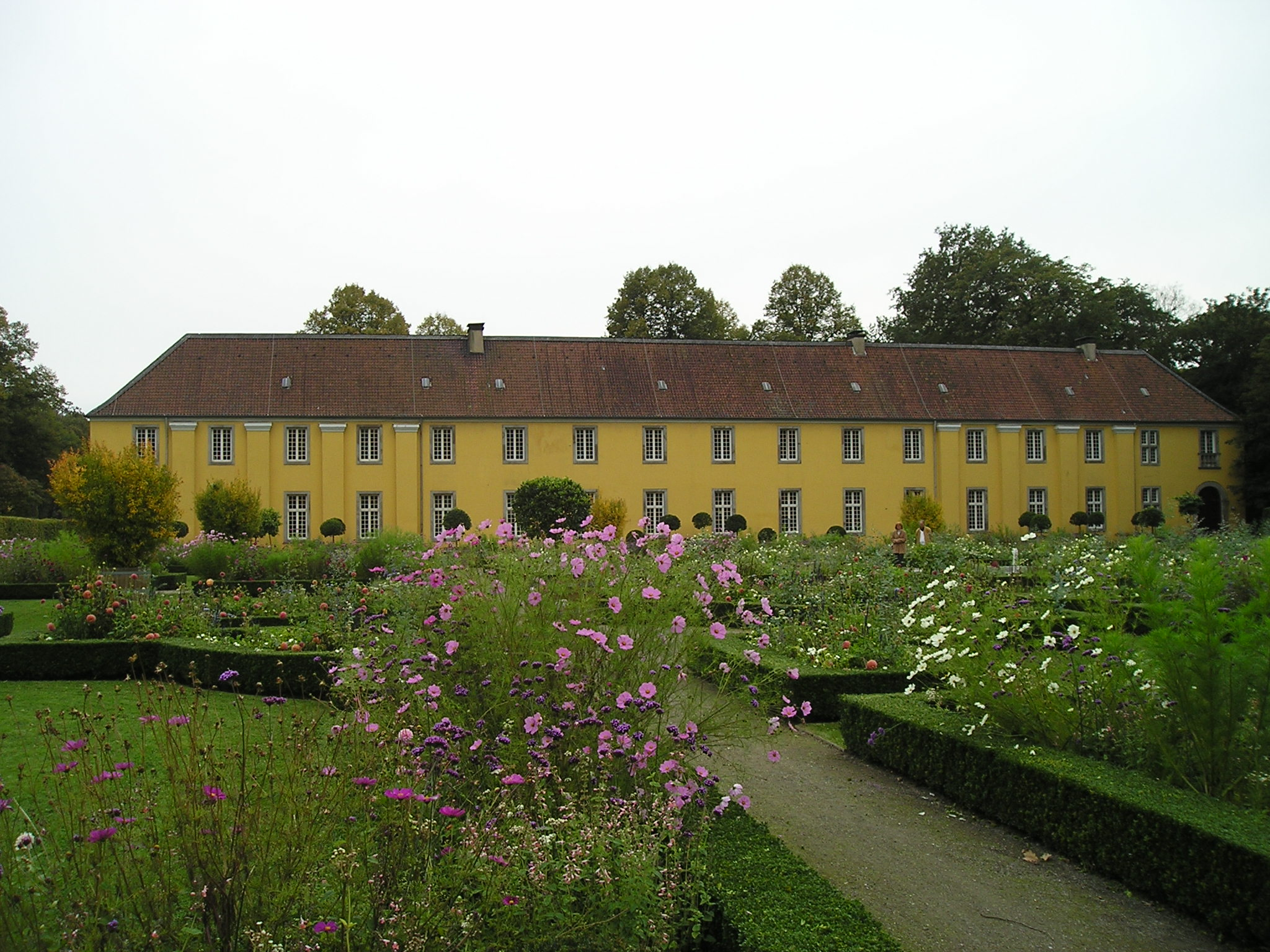
Orangerie in Düsseldorf-Benrath
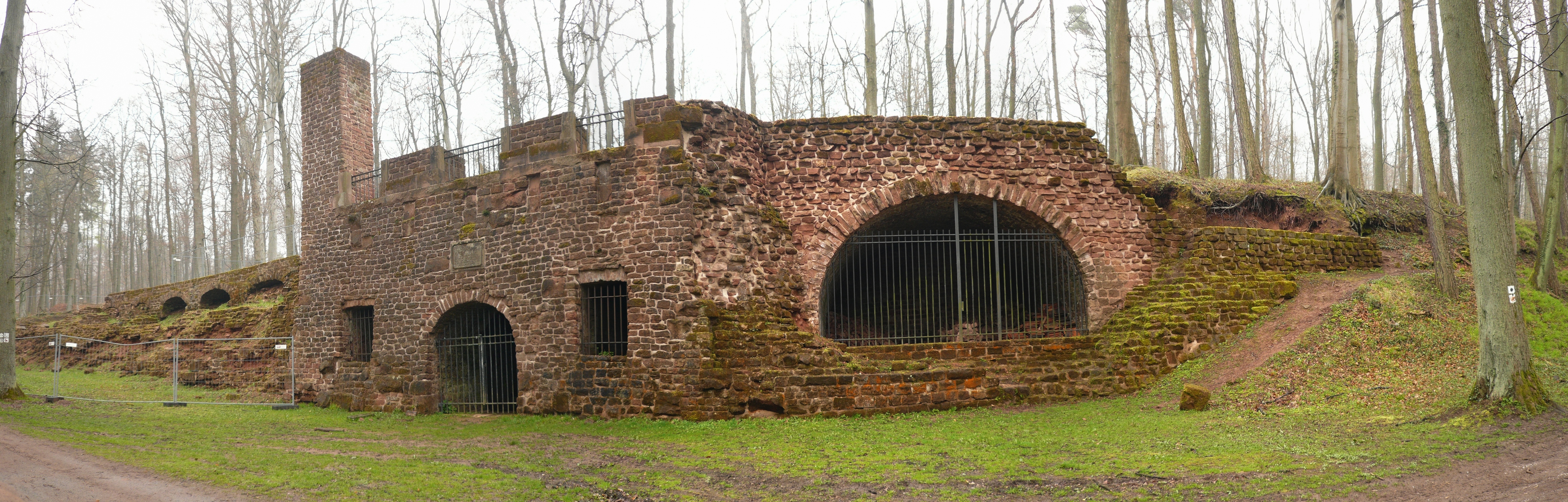
Reste der 1793 zerstörten Orangerie auf dem Karlsberg bei Homburg
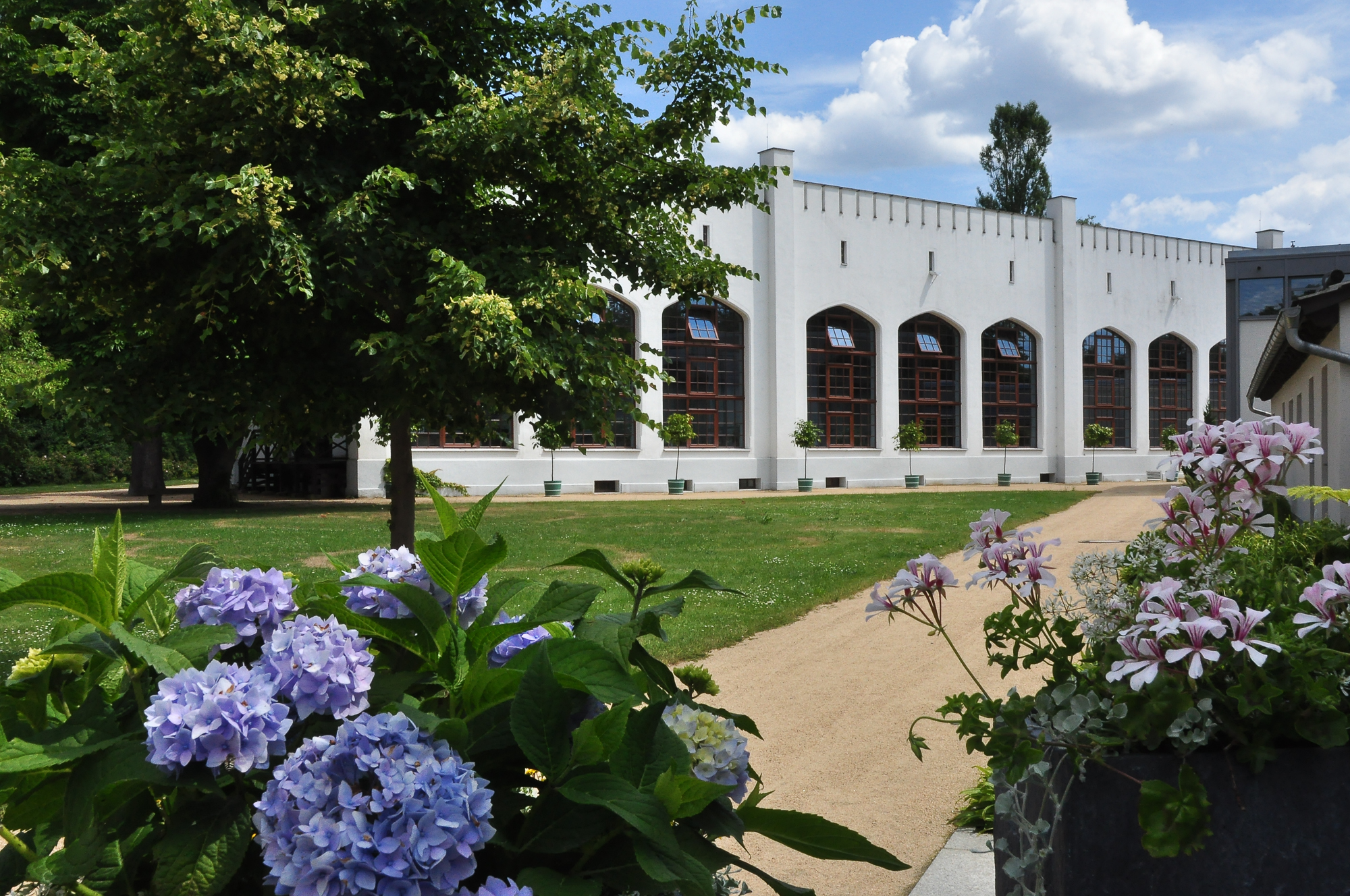
Orangerie in Bad Muskau
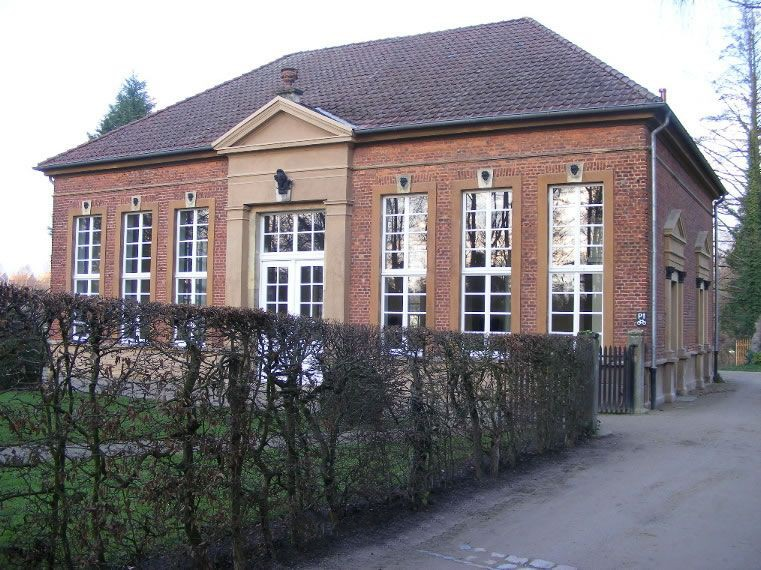
Orangerie im Schlossgarten zu Rheda
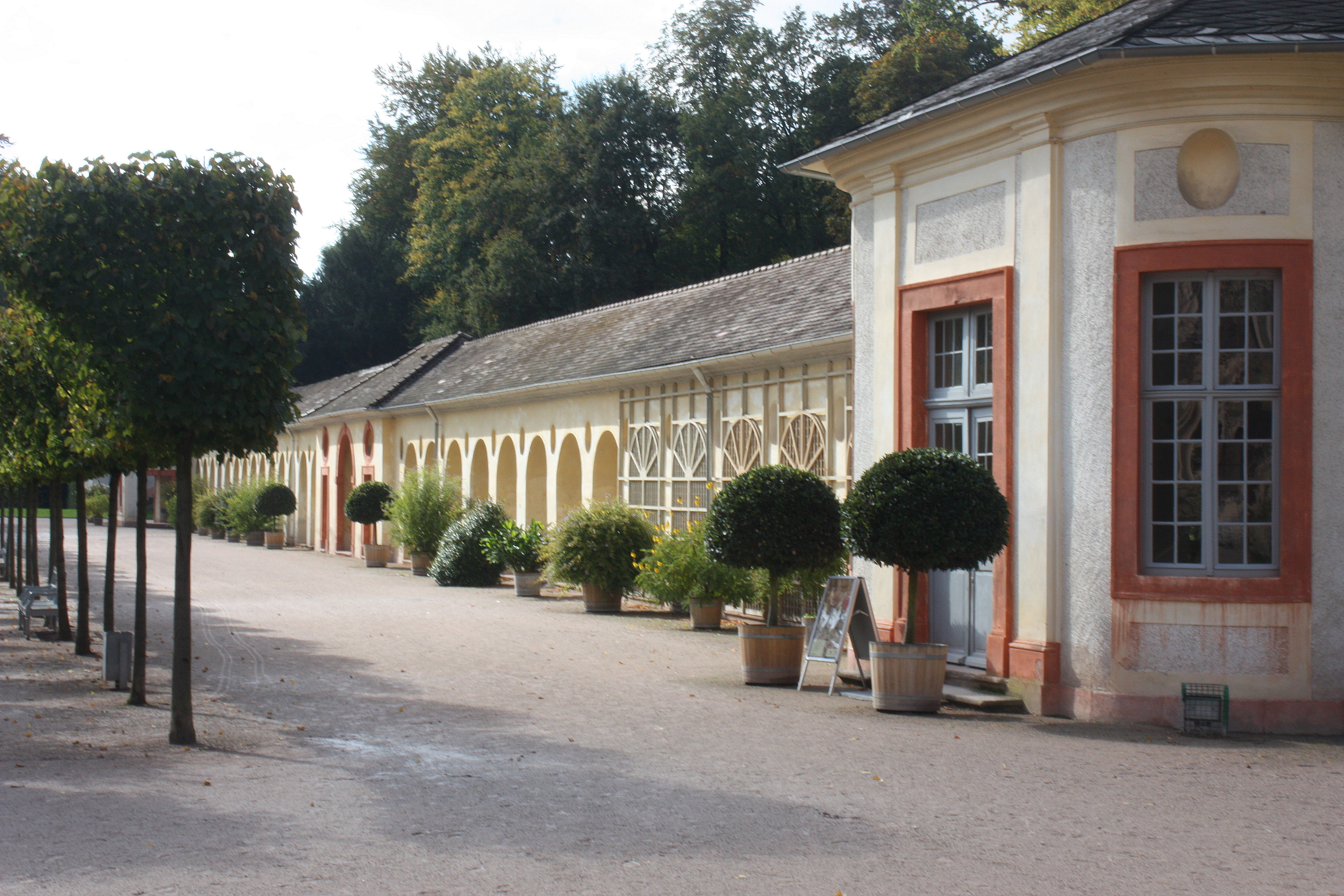
Orangerie von Schloss Favorite in Rastatt
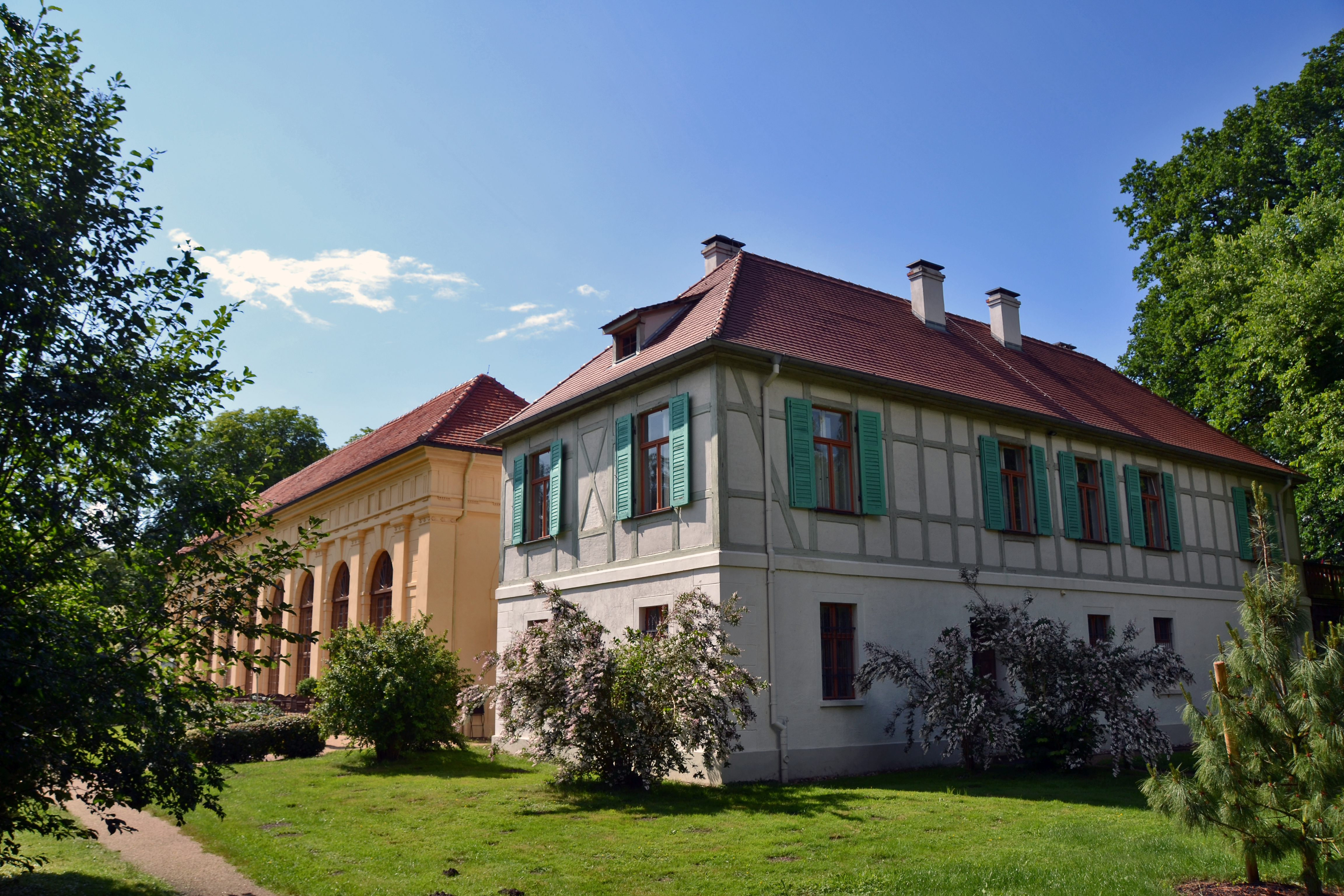
Luisium – Wirtschaftshof und Orangerie, Dessau
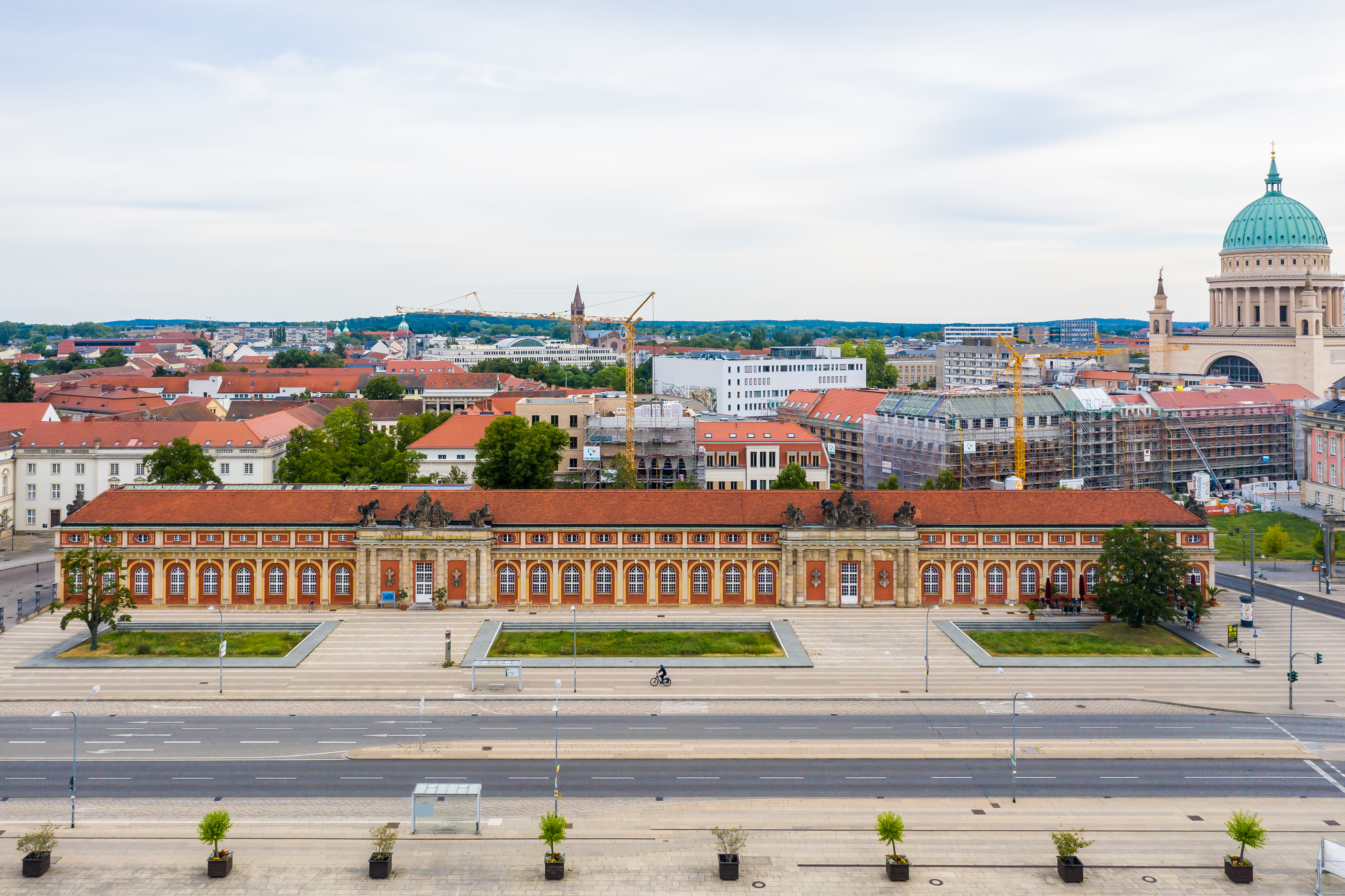
Marstall (ehemaliges Pomeranzenhaus) Potsdam